# Tuffeau
 (septembre 2019).
Si vous disposez d'ouvrages ou d'articles de référence ou si vous connaissez des sites web de qualité traitant du thème abordé ici, merci de compléter l'article en donnant les références utiles à sa vérifiabilité et en les liant à la section « Notes et références ».
 (septembre 2019).

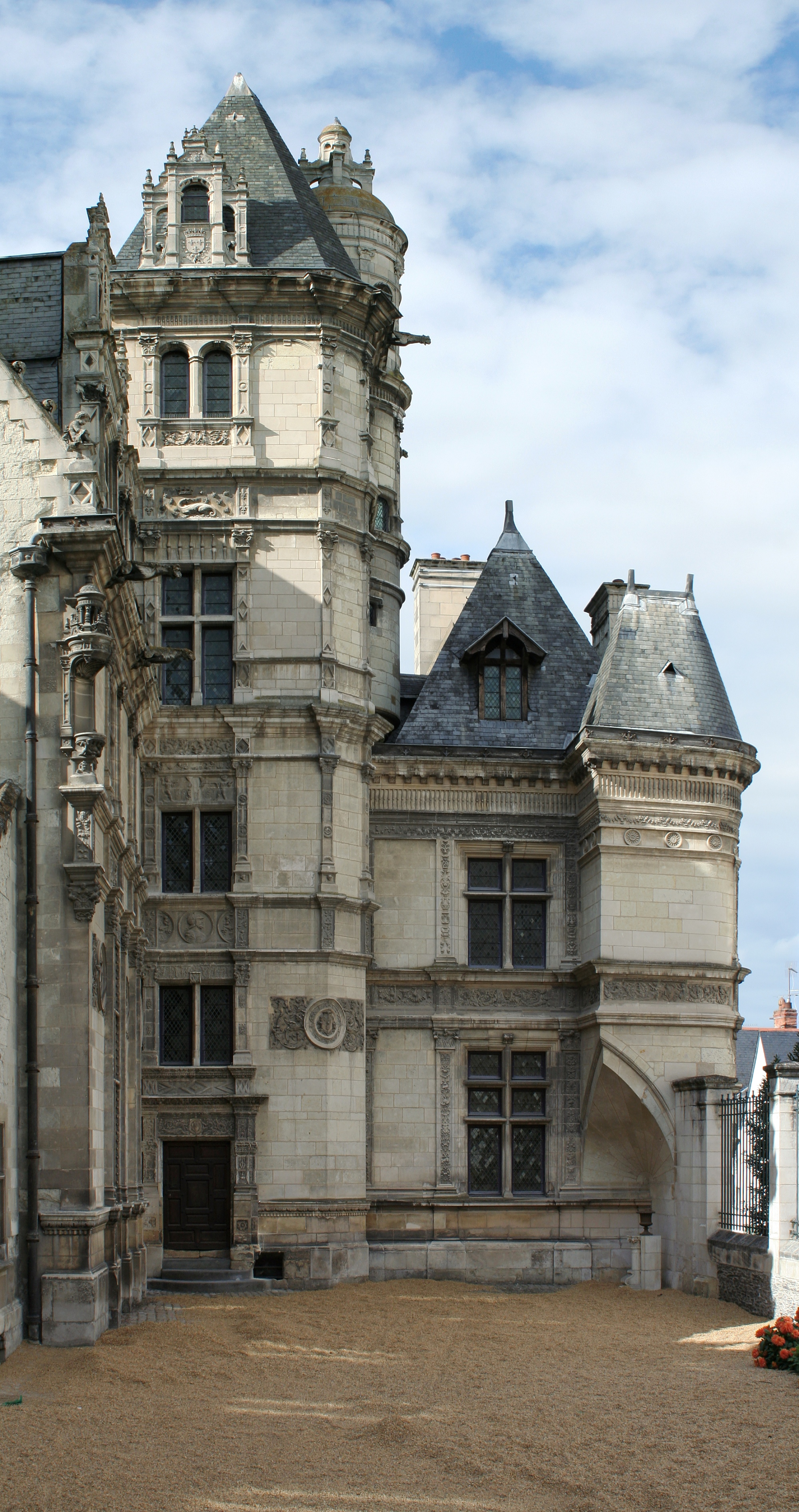
Exemple de bâtiment en tuffeau : l'hôtel Pincé à Angers.

Le tuffeau, ou tufeau, est de la craie micacée ou sableuse à grain fin, de couleur blanche ou crème parfois jaunâtre, et contenant quelques paillettes de mica blanc (muscovite). Cette pierre de taille tendre permet de bâtir et de réaliser les décors typiques de l'architecture de la Renaissance présente dans les régions autour de la Loire. 

## Présentation

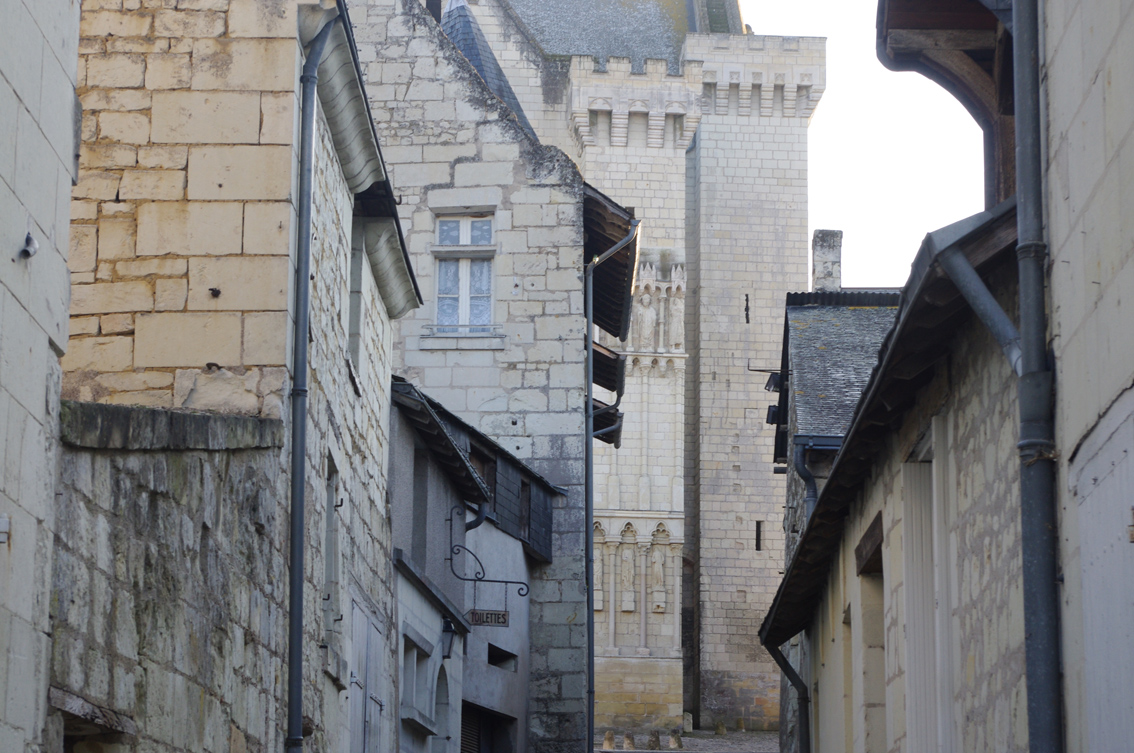
Constructions en tuffeau à Candes-Saint-Martin, Indre-et-Loire.

Le tuffeau de la vallée de la Loire, de Touraine et d'Anjou (Anjou blanc), a été abondamment employé en construction du XVe siècle au XIXe siècle, en particulier à la Renaissance (voir aussi Châteaux de la Loire). Il est extrait le plus souvent du sous-sol de coteaux bordant le fleuve, créant ainsi des galeries, ou des caves de plusieurs kilomètres. Les blocs de roche extraits pouvaient ainsi être chargés sur des bateaux.
La cathédrale de Nantes a été construite en grande partie en tuffeau. Il en fut de même des tours de sable de la Cathédrale Saint-Lambert de Liège

## Formation
Le terme tuffeau est dérivé du terme tuf, autre roche calcaire qui est parfois appelée aussi « calcarenite ». Il diffère de la véritable craie par la présence de foraminifères et de nombreux débris de coquilles déposés en eaux peu profondes (entre 2 et 20 m) et agitées, près du littoral. Au contraire, la craie riche en un autre type de micro-fossiles à carapace calcaire, les coccolithes, a été déposée en eaux profondes (environ 200 m) et calmes.

## Caractéristiques
La porosité du tuffeau est très élevée et peut atteindre les 50 % en volume. Ceci en fait une véritable roche « buvard » capable d'accumuler de grandes quantités d'eau. En Hesbaye (Belgique), cette eau est récupérée au moyen de réseaux de galeries drainantes creusées spécifiquement à cette fin[réf. souhaitée].

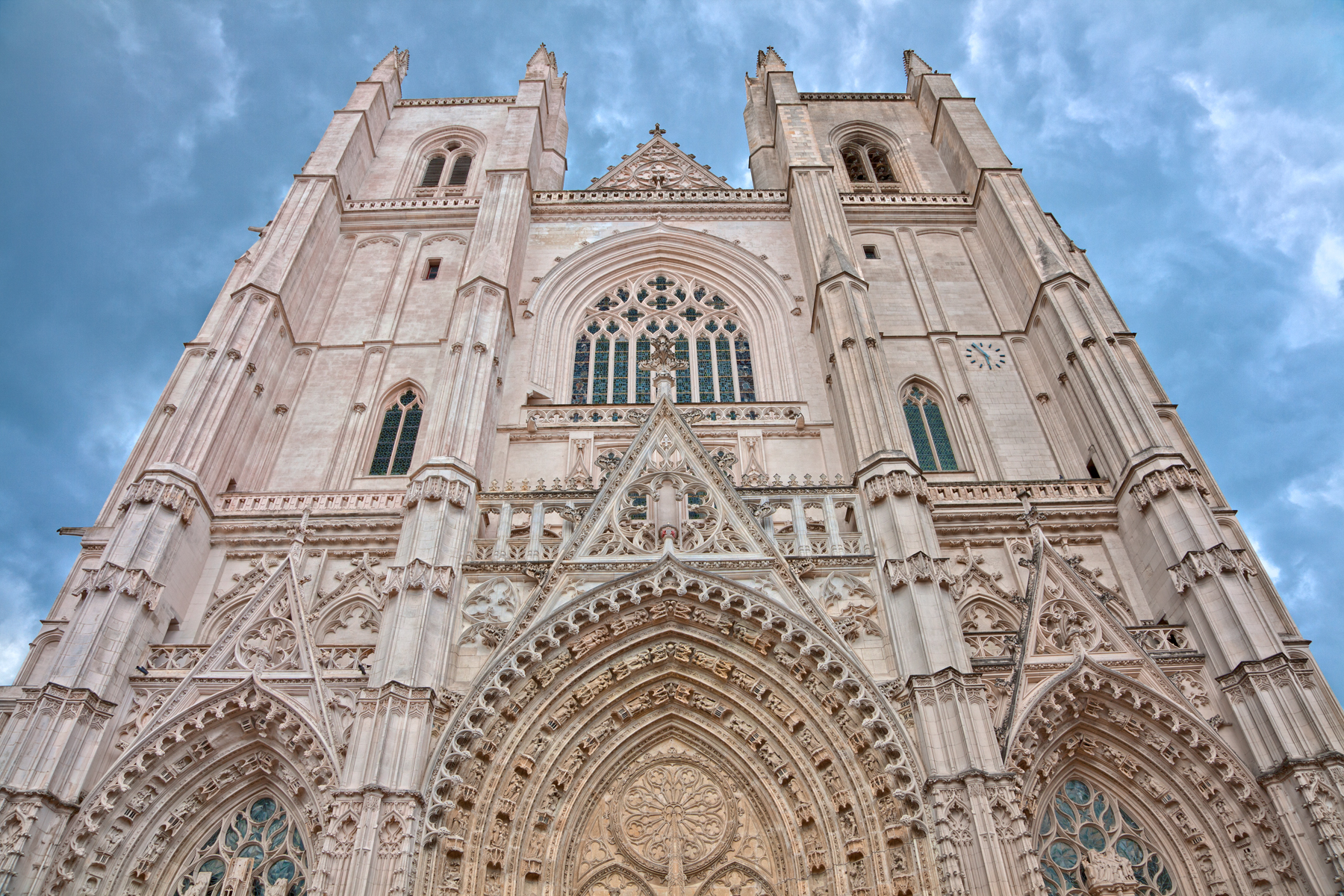
La cathédrale de Nantes est en grande partie construite en tuffeau.

## Carrières
Le tuffeau est extrait de carrières dans des strates de l'ère secondaire au crétacé supérieur, étage turonien. 
Un grand nombre de carrières souterraines se sont développés près des rives de la Loire et de ses affluents, dans le Bassin parisien : le Cher, l'Indre, la Vienne, la Creuse, le Loir, la Sarthe.
En Région wallonne, le tuffeau calcaire affleure dans la région de Mons (Ciply) et existe également en Hesbaye (Lincent). La craie du Maastrichtien se prolonge jusqu'à Visé puis en Limbourg néerlandais. Des centaines de kilomètres d'exploitations par chambres et piliers ont ainsi été réalisés dans les Carrières souterraines de la Malogne mais aussi des carrières de la montagne Saint-Pierre et ont servi depuis des siècles de source de pierre à bâtir pour la ville de Maastricht aux Pays-Bas.
Les deux tours de sable de la cathédrale Saint-Lambert de Liège étaient en tuffeau.